# Troleibuzele din Piatra Neamț
Rețeaua de troleibuz din Piatra Neamț asigură transportul electric din oraș. Rețeaua a fost inaugurată în 22 decembrie 1995. Sistemul include linii către Dumbrava Roșie și Săvinești. În urma unei hotarâri a Consiliului Județean Neamț, s-a hotarât că incepând cu data de 23 septembrie 2019 să se suspende activitatea troleibuzelor și înlocuirea acestora cu microbuze.